# SN 2006lc
SN 2006lc – supernowa typu Ib/c odkryta 21 października 2006 roku w galaktyce NGC 7364. W momencie odkrycia miała maksymalną jasność 20,20m.